# Деловые шахматы

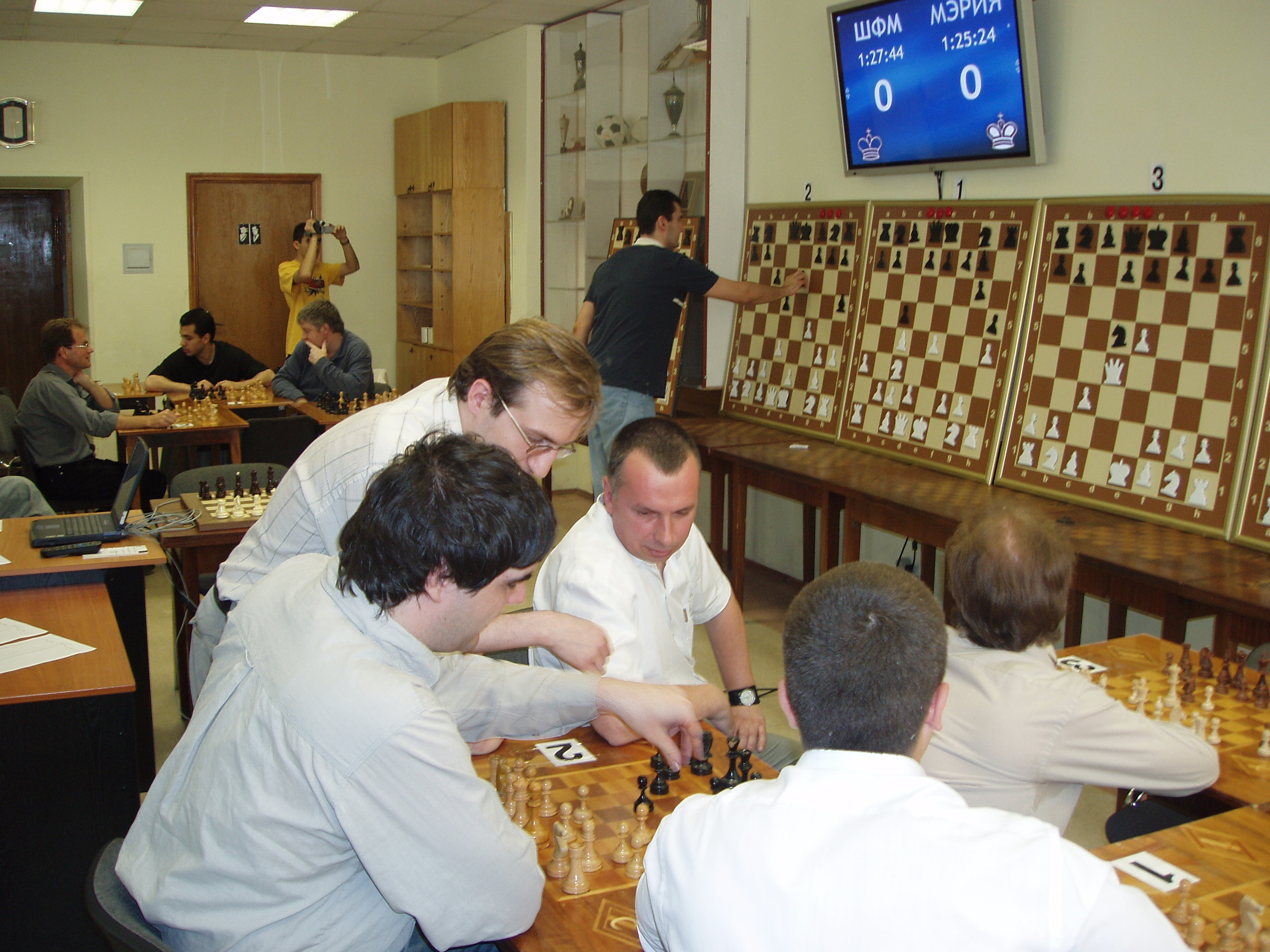
Рис. № 1. Общий вид партии в деловые шахматы.

Деловые шахматы (шахматы по Интерактивному когнитивному сценарию) — командный вариант шахмат, предложенный московским врачом Грачя Овакимяном в 1992 году с целью повышения зрелищности шахматной партии.
По мнению автора деловых шахмат, увеличение зрелищности игры обеспечивают:
- командное обсуждение и коллективный процесс принятия решений
- повышение динамичности игры
- наглядность всех этапов размышлений шахматистов, их оценки позиций, расчёта вариантов, выбора альтернатив и т. п.

Для того, чтобы обеспечить активное командное обсуждение и эффективный процесс принятия решений был разработан Интерактивный когнитивный сценарий.
Этот вариант шахмат автор относит к спортивным деловым играм.

## Ключевые понятия
- Ветвь — вариант шахматной партии, играющийся на одной демонстрационной доске и имеющий свой рейтинг (Рис. № 2).
- Рейтинг ветви — целочисленный показатель значимости ветви, отображается соответствующим количеством цветных меток (фишек), расположенных в верхней части демонстрационной доски (Рис. № 2). Результат игры в данной ветви будет равен её стандартному шахматному результату, умноженному на рейтинг этой ветви.
- Ветвление — удвоение позиции одной из имеющихся ветвей — материнской — и распределение её рейтинга между двумя дочерними ветвями. Дальнейшие перемещения фигур в дочерних ветвях различны.
- Отбор — ликвидация одной ветви (признание поражения в позиции этой ветви) и перераспределение её рейтинга между остающимися ветвями с потерей числа очков, равного рейтингу ликвидированной ветви.
- Пас — перемещение за один ход единицы рейтинга между ветвями без потери очков.

## Краткое описание

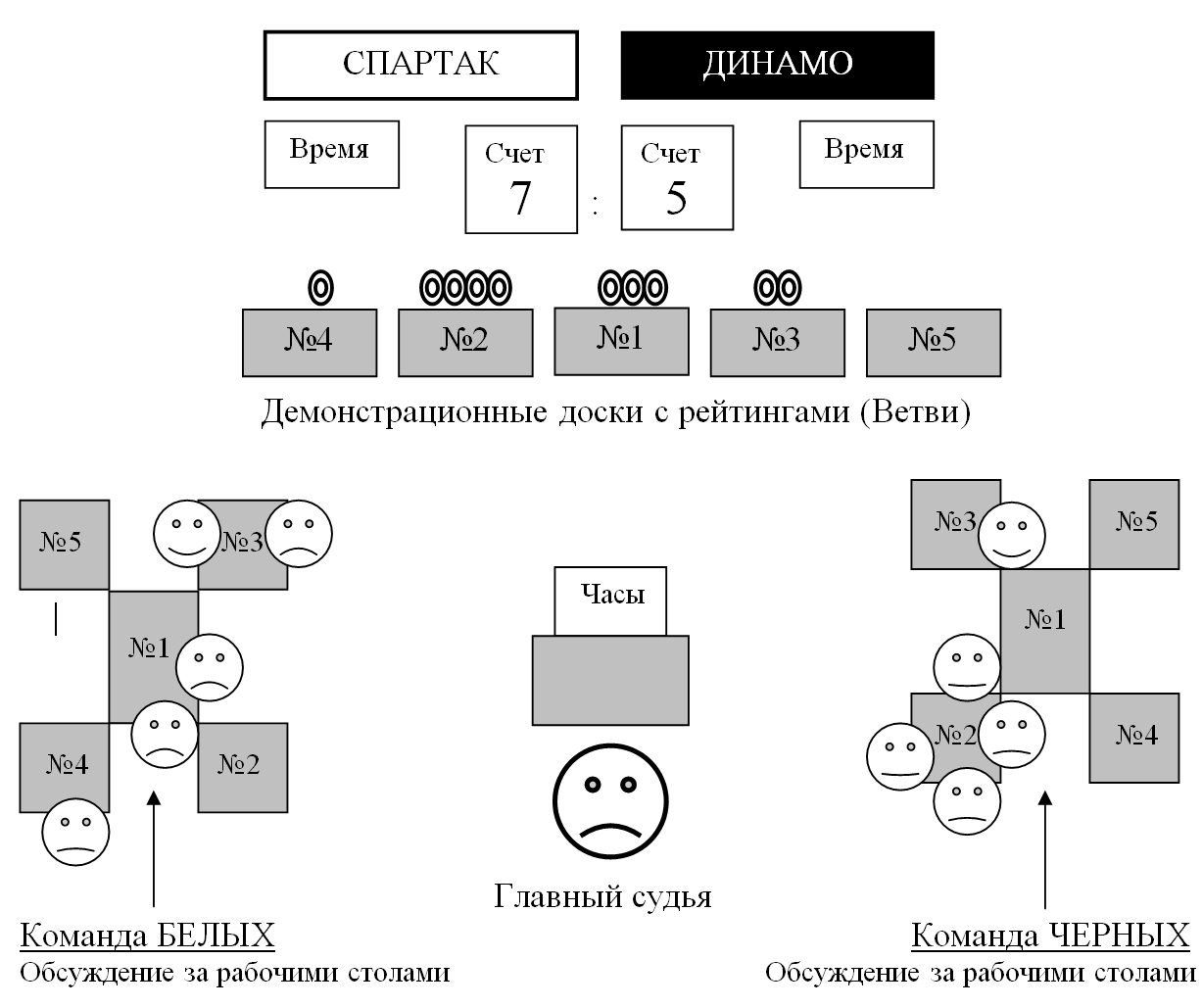
Схема № 1. Декорации партии в деловые шахматы.

Доска, фигуры, их расположение и порядок перемещения соответствуют правилам классических шахмат. При этом в рамках одной партии возможно обыгрывание нескольких ветвей (параллельных вариантов игры) на нескольких демонстрационных досках, дополненных указателями рейтинга (значимости) каждой конкретной ветви (красные метки вверху доски на Рис. № 2). Играют две команды. Рекомендованный состав — по 5 человек. В ходе партии члены команды могут не только обсуждать её, но и активно выдвигать, а затем и формировать альтернативные (параллельные) ветви. Они также могут изменять рейтинги ветвей путём перемещения соответствующих цветных меток. За счёт возможности изменять в рамках одной партии количество её ветвей и их рейтинги, в игре появляются качественно новые, присущие только данному варианту шахмат, тактические и стратегические приёмы борьбы.
В Интерактивном когнитивном сценарии предусмотрены следующие механизмы (смотри Рис. № 1 и Схему № 1):
1. Официальные ходы в деловых шахматах производятся на демонстрационных шахматных досках. При этом в рамках одной партии может использоваться до пяти таких досок для параллельного отображения соответствующего числа возникающих во время игры ветвей. Каждая задействованная в игре демонстрационная доска имеет дополнительные указатели рейтинга этой ветви (см. Рис. № 2). Именно на демонстрационных досках реализуются основные механизмы сценария: «Ветвление», «Отбор» и «Пас» шахматных позиций, которые влияют на текущий и окончательный счёт в партии и требуют от членов обеих команд координации своих действий и согласования принимаемых решений.
2. Для обсуждения позиций и расчёта вариантов каждой из команд предоставляется по пять обычных шахматных досок с фигурами.
3. Для осуществления контроля времени в партии по деловым шахматам, вне зависимости от количества параллельно играющихся ветвей, используются только одни шахматные часы, которые переводятся после того, как команда сделает ход во всех ветвях (см. видеоклип). На всю игру каждой команде даётся 1 час. Если в эндшпиле остаётся одна ветвь — командам предоставляется по 5 минут дополнительного времени.

## Интерактивный когнитивный сценарий

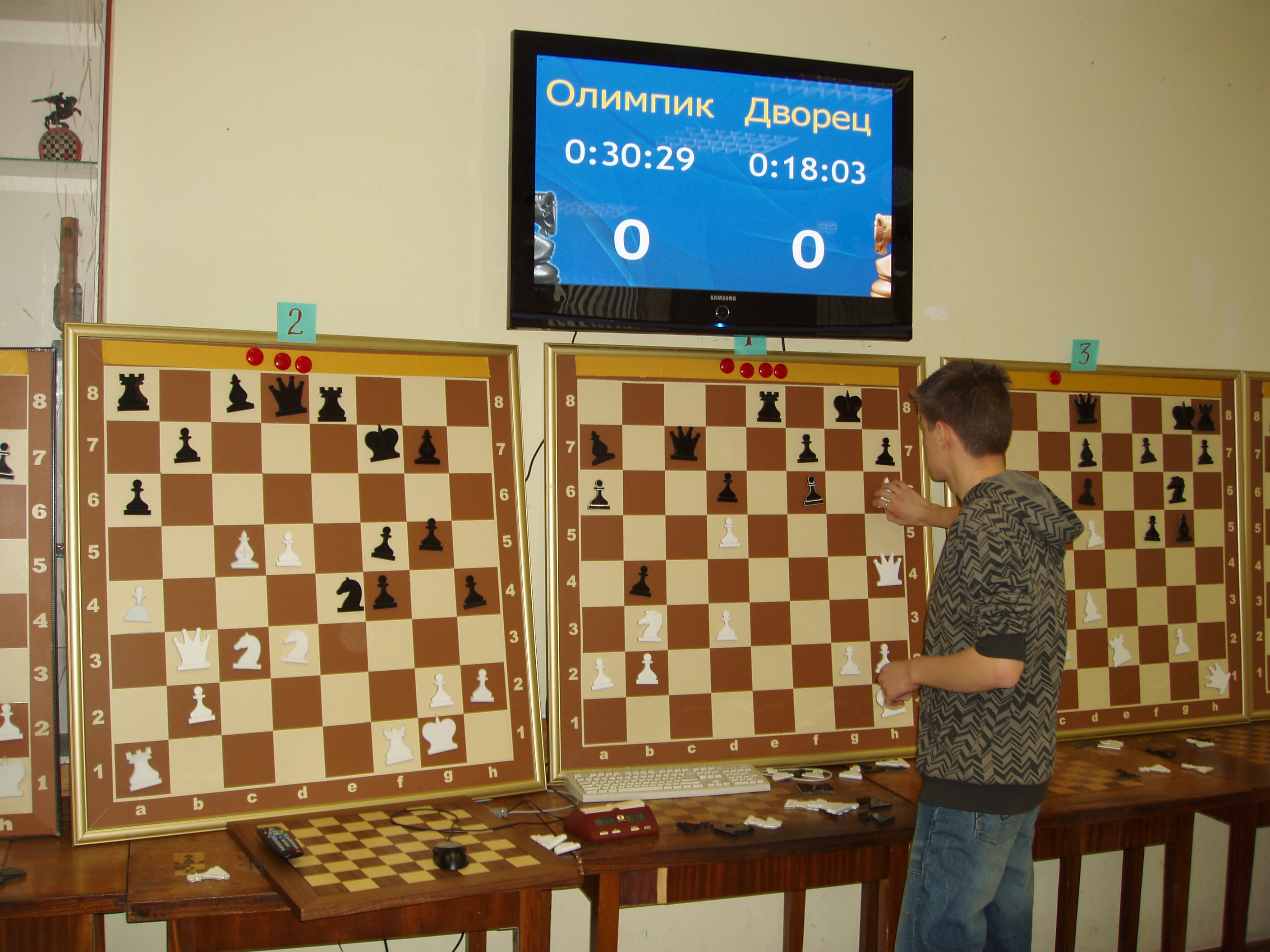
Рис. № 2. Ветви в деловых шахматах.

### Игра на демонстрационных досках
На 5 расположенных рядом демонстрационных досках (№ 1-5) могут разыгрываться параллельные варианты партии (ветви), каждая из которых имеет свой рейтинг (Рис. № 2). Команды своими решениями могут изменять число ветвей и их рейтинги. Счёт игры в каждой ветви (на конкретной доске) равен её шахматному результату, умноженному на рейтинг данной ветви. Окончательный счёт в партии равен сумме результатов всех ветвей.
Игра начинается на одной демонстрационной доске — ветвь № 1 (смотри Схему № 1) с рейтингом 10 (рейтинг партии). Для увеличения числа ветвей используются правила Ветвления (смотри Схему № 2).

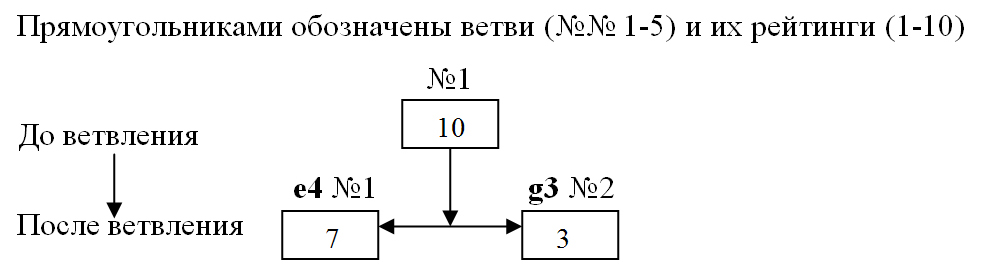
Схема № 2. Ветвление.

Для того чтобы выполнить Ветвление команда перед очередным ходом дублирует позицию демонстрационной доски № 1 на свободной демонстрационной доске № 2. На разных досках применяют отличающиеся продолжения (например, на демонстрационной доске № 1 ход e4, а на доске № 2 — g3). При этом рейтинг исходной материнской ветви распределяется между дочерними ветвями в соответствии с командным решением ветвящейся команды (видео о ветвлении). В результате следующих ветвлений появятся ветви № 3, № 4, № 5 (видео).
Если в процессе игры одна из команд считает позицию ветви проигрышной (например, ветвь № 1 на Схеме № 3), команда может в этой ветви сдаться и перенести все фишки её рейтинга на демонстрационную доску другой параллельной ветви с выигрышной для этой команды позицией (например, ветвь № 2). Это Отбор, который создаёт возможность для команды отыграться за поражение.

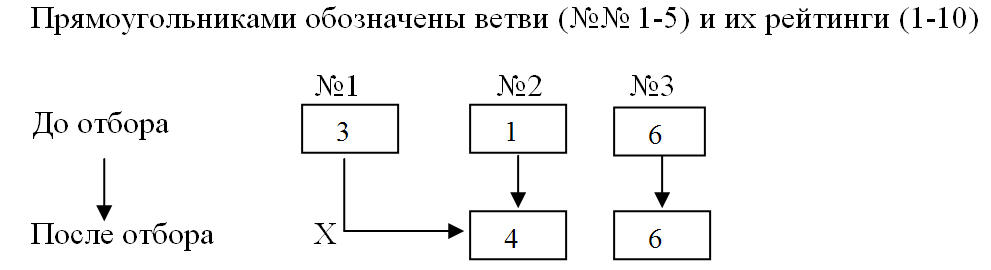
Схема № 3. Отбор.

В результате такого перераспределения рейтинг проигранной ветви прибавляется к рейтингу остающейся, а соперник получает количество очков, равное рейтингу выигранной им ветви (в примере — 3 очка).
Дерево партии в деловые шахматы, возникающее в результате применения Ветвлений и Отборов, показано на Схеме № 4.

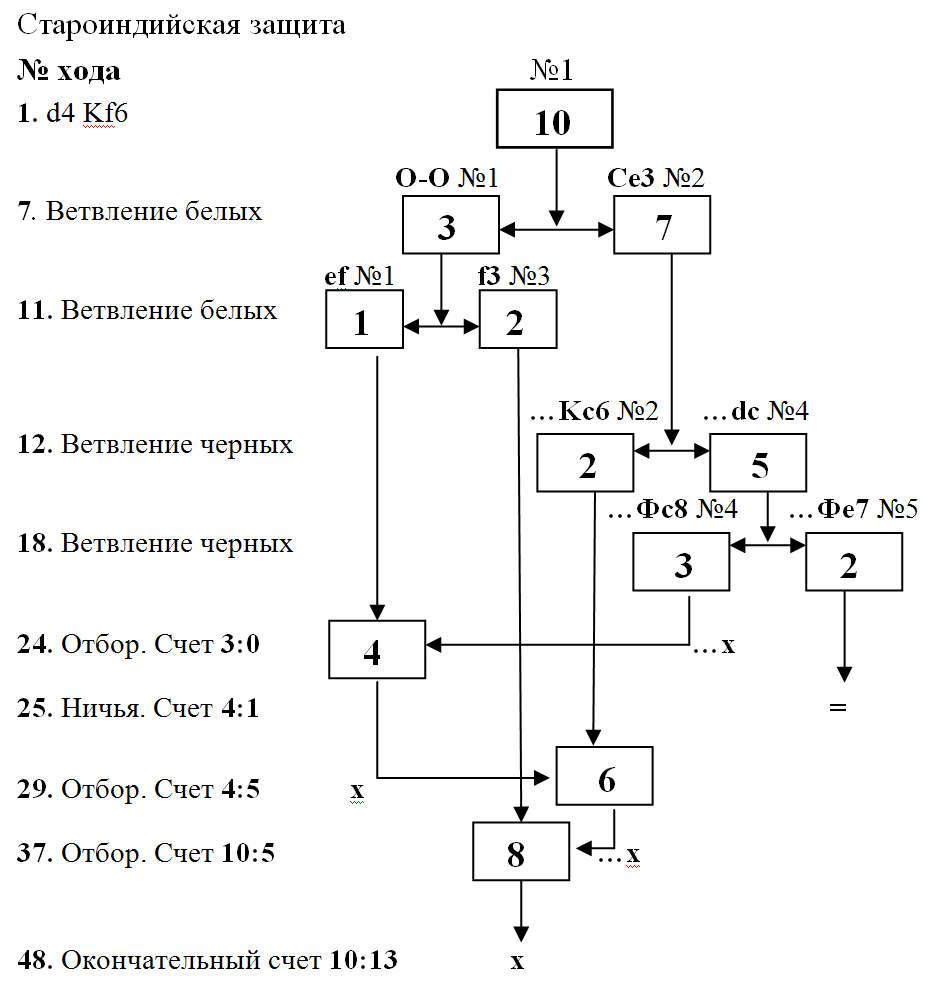
Схема № 4. Дерево партии в деловые шахматы без шахматного паса. Прямоугольниками обозначены ветви (№ 1-5) и их рейтинги (1-10)

На Схеме № 4 показано увеличение числа ветвей (после 7 хода — две ветви, после 11 хода — три ветви, после 12 хода — четыре ветви, после 18 хода — пять ветвей). Затем в результате отборов и ничьей (соответственно на 24, 25, 29 и 37 ходе) число ветвей постепенно уменьшается. После 37 хода до конца игры остаётся только одна ветвь с рейтингом 8.
Важным тактическим элементом сценария деловых шахмат является шахматный Пас — возможность переместить за один ход одну фишку рейтинга от одной ветви к другой без потери очков (видео шахматного паса). Это способ коррекции рейтингов ветвей для отражения изменившейся силы их позиций. Дерево партии с использованием паса имеет более сложную форму (смотри Схему № 5).

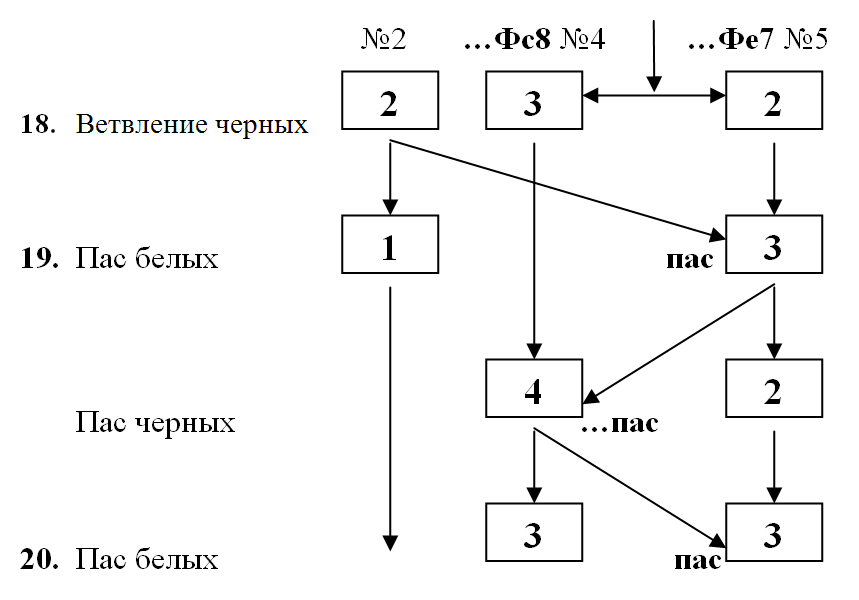
Схема № 5. Дерево партии в деловые шахматы с применением шахматного паса.. Прямоугольниками обозначены ветви (№ 1-5) и их рейтинги (1-10)

Перемещать фигуры и рейтинги на демонстрационных досках после принятия коллективного решения разрешается только одному представителю команды. Эта мера предотвращает излишнее скопление игроков перед демонстрационными досками. Для этого зона перед рядом демонстрационных досок отделяется от зон расположения команд красными линиями, пересекать которые разрешается только одному представителю команды.

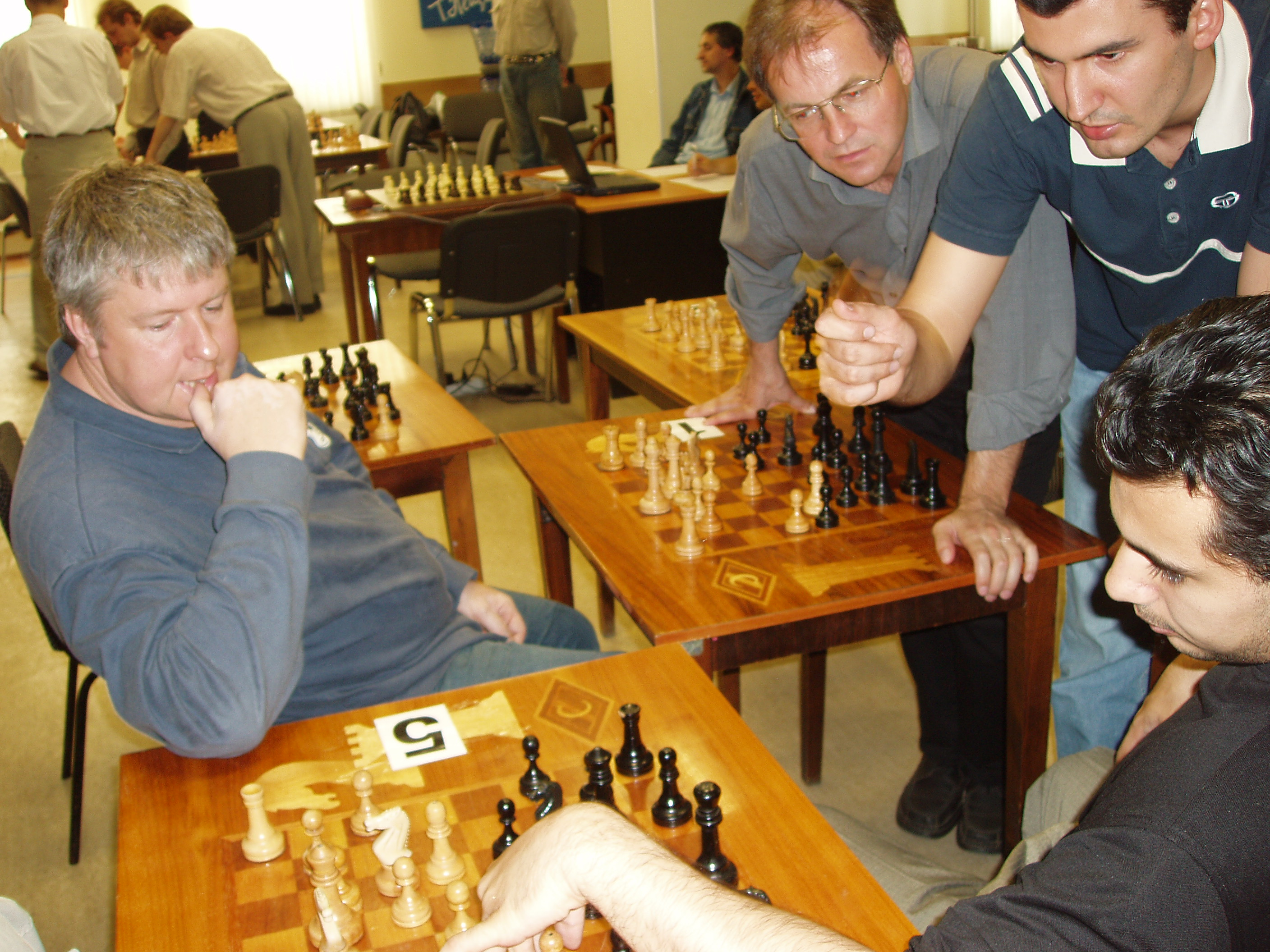
Рис. № 3. Обсуждение в командах «Черных» и «Белых» (на заднем плане)

### Обсуждение
Каждой из команд для свободного обсуждения позиций и расчёта вариантов предоставляется по 5 обычных шахматных досок (см. Схему № 1). За каждой такой доской команда (или её часть) обсуждает позицию одной из ветвей партии (см. Рис. № 3 и видеофрагменты обсуждений в команде «Белых» и в команде «Черных»). Формы организации дискуссии и процесса принятия решений определяются командами самостоятельно. Интерактивный когнитивный сценарий лишь предполагает возможность альтернативных действий каждого члена команды (с помощью Ветвления) в сочетании с возможностью последующего отказа от них, когда команде становится очевидной их ошибочность (с помощью Отбора).

## Параметры игры в деловые шахматы
Число возможных версий реализации Интерактивного когнитивного сценария достаточно велико. В каждом конкретном случае надо заранее обговорить следующие параметры игры в деловые шахматы:
- рейтинг партии
- число игровых демонстрационных досок (максимально допустимое число ветвей)
- число участников в каждой команде и правила их замены во время игры
- правила ветвления, отбора, распределения, перераспределения и шахматного паса
- длительность и форму контроля времени на обдумывание.

### Трансляция
Автор идеи деловых шахмат считает оптимальным для прямой трансляции следующий формат:
- Игра на трёх досках с рейтингом партии 8.
- Каждой команде даётся право на одно ветвление.
- На всю игру у команд по 1 часу.
- Если в конце игры остаётся одна ветвь — даётся дополнительное время по 5 минут с добавлением N секунд за каждый ход.
- В командах по 4 участника. Они выполняют пять основных ролей:
  1. Классик — лучше других владеет классической дебютной теорией, формирует направление главного удара и отражает таковой соперника в вариантах классических дебютов.
  2. Диверсант — находит и разрабатывает новые отвлекающие — диверсионные дебюты, которые применяет при реализации своего права на ветвление.
  3. Антидиверсант или Фишер — призван играть против диверсанта команды соперника в незнакомых позициях его отвлекающего дебюта, что напоминает условия игры в шахматы Фишера.
  4. Модератор — организует процесс командного обсуждения и принятия решения, на протяжении всей партии он как свежая голова, критик подходит к товарищам по команде и помогает им оценить и рассчитать сложившуюся у них позицию. Для телеоператоров является маркером внимания — ключевой фигурой трансляции игры.
  5. Блицер — его задача эффективно разыграть эндшпиль в дополнительное время, на что даётся 5 минут (почти блиц). Любой член команды может совместить эту роль с одной из предыдущих.

## Зрелищность деловых шахмат
Все элементы зрелищности деловых шахмат можно объединить в две группы:

### Шахматы, в которые играют люди
На протяжении всей партии зрители имеют возможность наблюдать за обсуждением командой хода игры. При этом можно слышать и видеть, какую информацию и какой её объём анализируют участники игры, сколько и какие варианты продолжения предлагаются, на какую глубину они рассчитываются, как меняются оценки позиций при пасах и какие окончательные решения в результате этого принимаются. Все это впервые становится доступным для зрительской оценки непосредственно во время игры только в деловых шахматах.
На демонстрационных досках разыгрываются несколько конкурирующих вариантов шахматной игры (ветвей). Их число и рейтинги меняются на протяжении всей игры и непосредственно влияют на текущий и окончательный счёт в партии.

### Люди, которые играют в шахматы
Деловые шахматы создают в командах колоритную эмоциональную и социально-психологическую атмосферу, не специфическую для шахмат. Она может вызвать интерес даже у зрителей, не имеющих к шахматам прямого отношения.
Во время игры в деловые шахматы перед командами встают знакомые всем социальные проблемы лидерства и психологической совместимости, разделения труда и специализации, выбора эффективных в тех или иных условиях форм управления (авторитарных, демократических и т. п.) и принятия решения, генерирования новых идей, их обсуждение, реализации и развития в конкурентной среде, и многое другое.
Также можно наблюдать практически все многообразие ситуаций, характерных для групповой конкурентной борьбы, их непрерывное изменение в зависимости от наличия или отсутствия преимущества, времени, альтернативных путей развития и т. п.

## Турниры
Турниры по деловым шахматам проводятся регулярно с 1997 года,. Репортаж с одного из них транслировался по центральному телеканалу Армении.
В Москве в двух показательных матчах принимали участие ведущие российские гроссмейстеры. Первый прошёл в Центральном доме шахматиста им. М. М. Ботвинника в 2004 году, сюжет о котором показал Телеканал «Спорт». Второй — в московском Шахматном клубе им. Т. В. Петросяна в 2005 году,.

## Другие аспекты
Помимо спортивного применения деловые шахматы могут быть использованы также в качестве модели для научных исследований психической деятельности, процесса принятия решения и выбора стратегии, общеобразовательной деловой игры, метода психодиагностики, психотренинга и игротерапии. Такая возможность обусловлена активным командным обсуждением и многоэтапным процессом принятия группового решения на фоне эволюции социальной группы (команды) в зависимости от изменяющихся условий (игры). Можно заметить, что основные механизмы Интерактивного когнитивного сценария (ветвление и отбор) напоминают биологические механизмы эволюции (генетическую мутацию и естественный отбор).
Эти аспекты деловых шахмат подробно обсуждаются в научных статьях, опубликованных в академическом журнале Мир психологии,, (Официальный орган Российской академии образования и Академии педагогических и социальных наук) и обобщены в книге «Деловые шахматы». Содержание всех материалов доступно на сайте деловых шахмат.

### Научная модель
Деловые шахматы как научную модель можно эффективно использовать для проведения исследований в следующих областях: теория игр, теория бифуркаций, теория информации, теория управления и принятия решений, теория диффузии инновации, теория менеджмента, социальная эволюция, когнитивная и социальная психология, исследование естественного и искусственного интеллекта и т. п. При этом в качестве экспертных систем возможно применение существующих шахматных компьютерных программ.

### Деловые шахматы в школе
Специалисты в области педагогической психологии сходятся в том, что система народного школьного образования призвана, прежде всего, социализировать учащихся, то есть приобщать, адаптировать их к жизни в социальной системе. С этой целью целесообразно использование деловых шахмат в качестве общеобразовательной деловой игры. Основной задачей подобных занятий является проведение интеллектуального и социально-психологического тренинга для обучения учащихся навыкам конструктивного общения, коммуникативной компетентности, эффективного управления, социальной самоорганизации, психологической борьбы и адаптации в группе. Предполагается, что это способствует эффективной социализации и гармоничному развитию информационно-мыслительного (когнитивного), поведенческого (интерактивного) и эмоционального (мотивационного) компонентов личности учащихся общеобразовательных школ.
Также показана целесообразность использования деловых шахмат для проведения школьной психодиагностики. Возможность одновременно регистрировать целый ряд индивидуальных и групповых психологических параметров, наблюдать за их изменениями в динамике позволяет осуществлять комплексную оценку интеллекта, способностей, уровня достижений, личностно-ситуационных взаимоотношений и психического развития. Наличие экспертных систем в виде современных шахматных компьютерных программ повышает достоверность таких исследований.
Ряду других аспектов социальной значимости деловых шахмат посвящён раздел «Деловые шахматы» на сайте Шахматной федерации Москвы, блог автора на сайте Chess-news (Новости шахмат), а также целый ряд популярных статей, которые вошли в сборник «Спортивные деловые игры: деловые шахматы, го, рэндзю и другие», 2007.